# Руже, Жорж
Жорж Руже́ (фр. Georges Rouget; 26 августа 1783, Париж — 9 апреля 1869, там же) — французский художник, портретист и исторический живописец, ученик Жака-Луи Давида.

## Биография
Уроженец Парижа. В юности поступил в мастерскую Давида и вскоре стал его любимым учеником. Руже участвовал, так или иначе, в написании многих знаменитых картин Давида. Давид, в свою очередь, исполнил знаменитый портрет Руже. Когда, после Второй реставрации Давид был вынужден эмигрировать в Брюссель, Руже начал самостоятельную карьеру.
В 1803 году, ещё будучи учеником Давида, Руже получил Малую Римскую премию. Позднее он трижды подавал свои работы на соискание Большой Римской премии, однако не получил её.
В дальнейшем Руже занимался написанием портретов, исторических и аллегорических картин в классическом стиле.
Дожил до глубокой старости, умер в Париже, и был похоронен на кладбище Пер-Лашез.

## Галерея

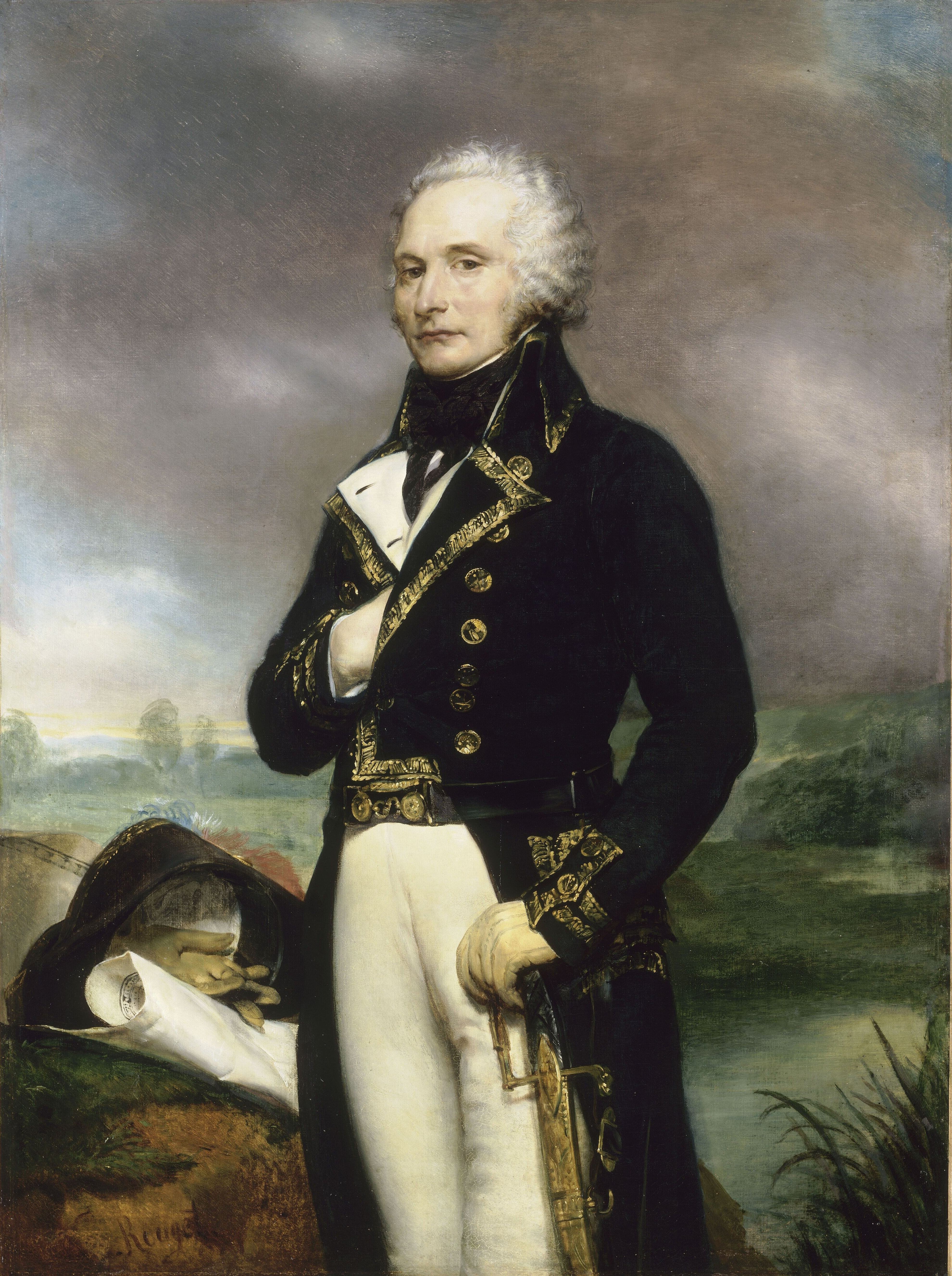
Портрет генерала Александра де Богарне
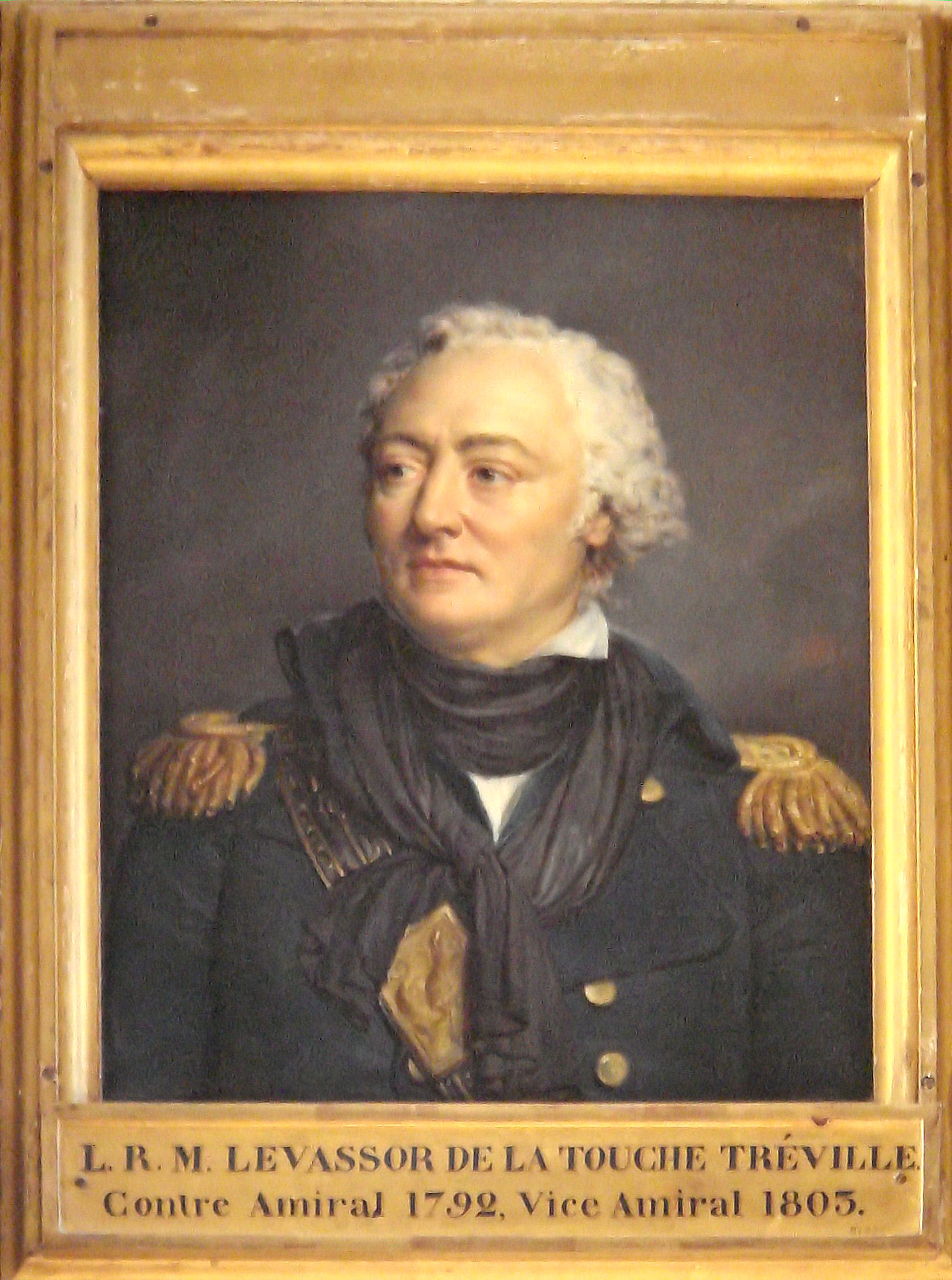
Портрет адмирала де Латуш-Тревиля
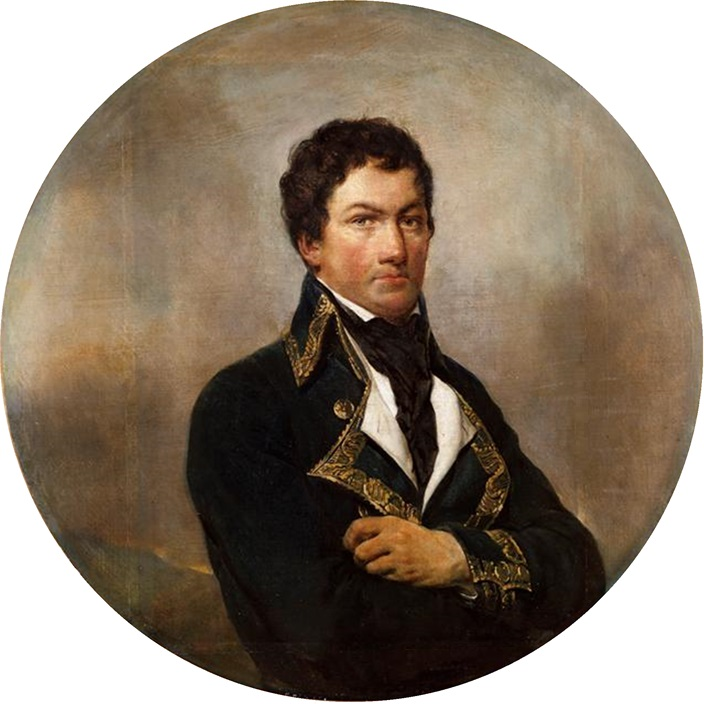
Портрет латиноамериканского революционера, генерала Миранды
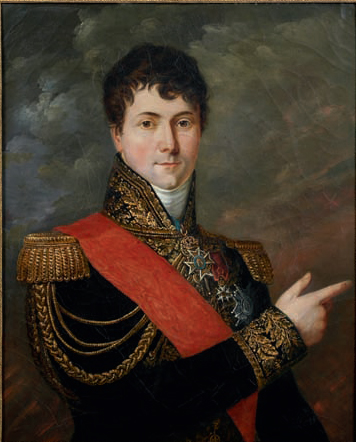
Портрет генерала Гюдена
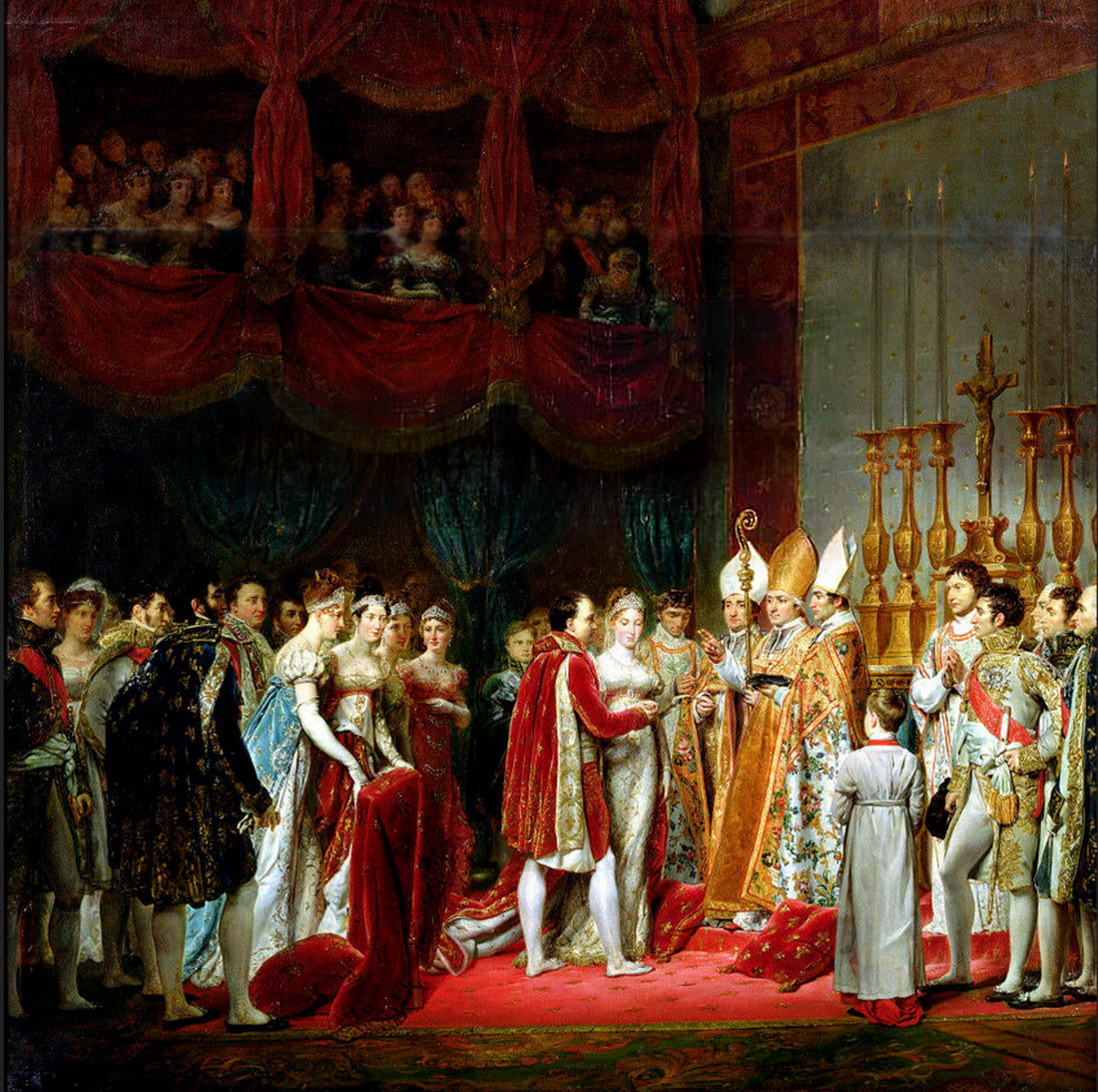
Бракосочетание Наполеона и Марии-Луизы
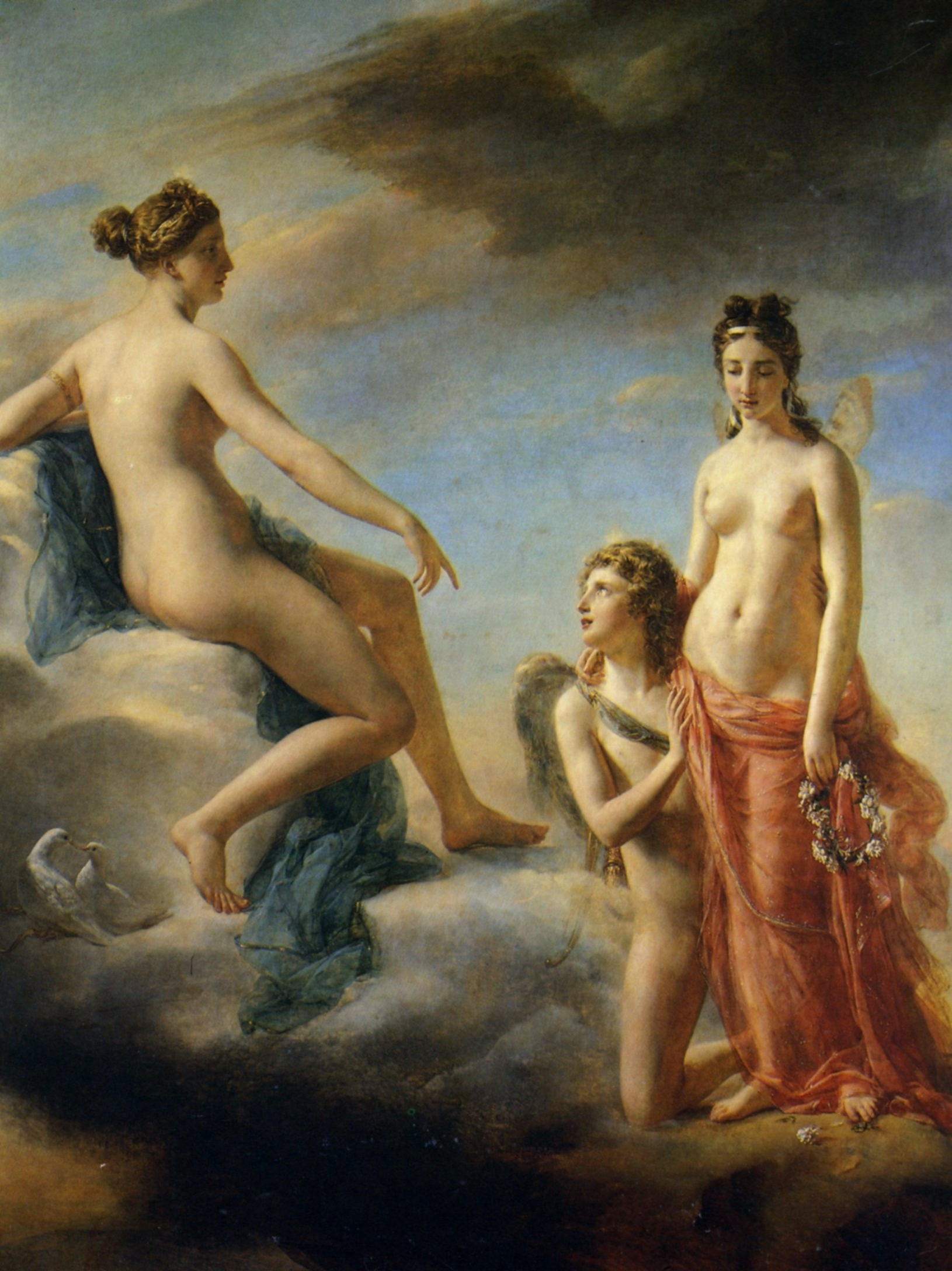
Амур и Психея перед Венерой
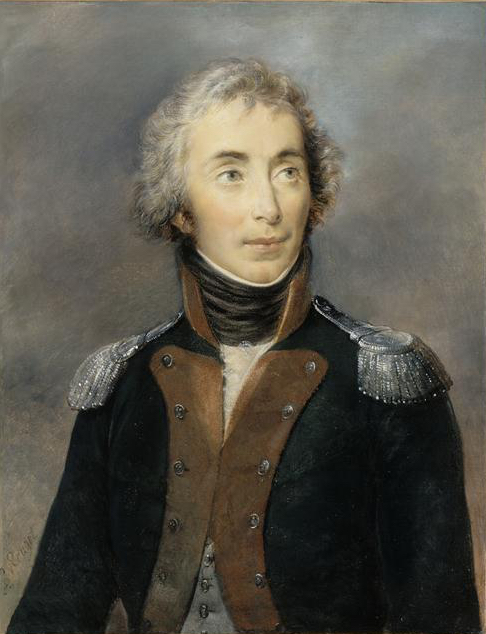
Портрет маршала Эммануэля Груши
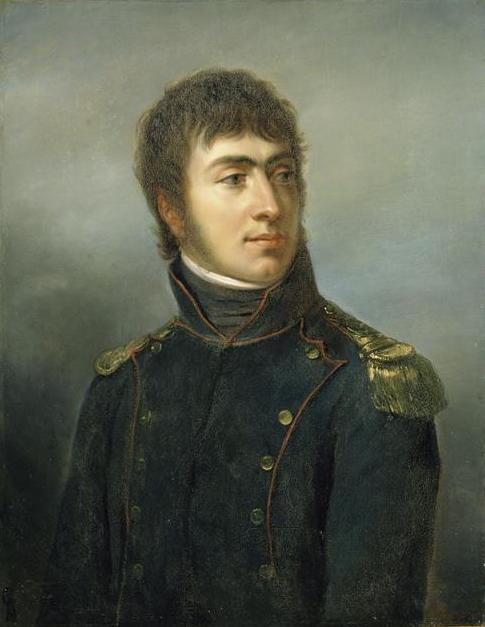
Портрет маршала Огюста Мармона